# Tarnauds
Tarnauds (Pluralwort) bezeichnet einen Fluss in Frankreich, der im Département Marne in der Region Grand Est verläuft. Der Fluss entsteht an der Gemeindegrenze von Jâlons und Aulnay-sur-Marne durch einen Abzweigungskanal von der Somme-Soude, dessen Wasserdotierung durch Wehranlagen gesteuert wird. Der Fluss verläuft generell in westlicher Richtung und mündet nach rund 19 Kilometern an der Gemeindegrenze von Épernay und Chouilly als linker Nebenfluss in die Marne.
Auf seinem Weg führt der Fluss durch ein Feuchtgebiet, knapp südlich des Regionalen Naturparks Montagne de Reims.

## Orte am Fluss
(Reihenfolge in Fließrichtung)
- Jâlons
- Athis
- Plivot
- Oiry
- Chouilly